# Surya Shekhar Ganguly
Surya Shekhar Ganguly (* 24. Februar 1983 in Kalkutta) ist ein indischer Schachgroßmeister und sechsmaliger indischer Einzelmeister.

## Leben
Surya Shekhar Ganguly wuchs als Sohn des Astrologen Pankaj Ganguly im westbengalischen Kolkata auf. Er besuchte dort die Goodricke Chess Academy. Sein einflussreichster Schachlehrer war Abhijit Majumdar, sein erster Verein der Alekhine Chess Club. Ganguly hat einen Abschluss des Scottish Church College. Seit Dezember 1999 arbeitet er für Indian Oil. 2005 erhielt er den Arjuna Award in der Kategorie Schach.

## Schacherfolge

### Einzelmeisterschaften
1991 gewann er in Trivandrum die indische U10-Meisterschaft. Schon als Elfjähriger konnte er gegen einen Schachgroßmeister gewinnen, und zwar gegen Grigory Serper beim Goodricke Open 1995. Bei Jugendweltmeisterschaften verschiedener Altersklassen hatte er meist eine positive Bilanz und landete in den oberen Rängen, konnte aber keine gewinnen. Seine beste Platzierung war ein zweiter Platz 1995 in der Altersklasse U12 in São Lourenço.
Bei der Weltmeisterschaftsausscheidung in Moskau schied er 2001 in der ersten Runde gegen Alexander Chalifman im Tie-Break aus. Bei der asiatischen Einzelmeisterschaft im August 2001 in Kolkata wurde er Dritter, ebenso 2002 bei der Juniorenweltmeisterschaft U20 in Panaji. 2003 gewann er das Zonenturnier in Dhaka mit 9,5 aus 11 und konnte sich damit erneut für eine Weltmeisterschaft qualifizieren, er verlor jedoch in Tripolis 2004 in der ersten Runde gegen Peter Heine Nielsen. 2005 gewann er das 7. Insurance & Leasing-Turnier in Dhaka, 2006 gewann er den ONGC Cup in Hyderabad, Indien, im August 2007 wieder ein Zonenturnier in Dhaka. Im März 2008 gewann er das International Open in Sydney vor Zhang Zhong. Das Parvnath Open in Neu-Delhi gewann er im Januar 2009. Fünfmal hintereinander konnte er die indische Einzelmeisterschaft gewinnen: 2004, 2005 und 2006 jeweils punktgleich im Tie-Break vor Chanda Sandipan, 2007 endlich mit einem halben Punkt Vorsprung. 2008 gewann er punktgleich im Tie-Break vor dem Internationalen Meister K. Rathnakaran, 2009 (im Dezember 2008 gespielt) mit einem halben Punkt Vorsprung. Im Januar 2009 gewann er das 7. Parsvnath International Open Chess Tournament in Neu-Delhi. Die asiatische Einzelmeisterschaft gewann er vor dem punktgleichen Zhou Weiqi im Mai 2009 in Subic. Im November 2012 gewann Ganguly ein Open in Fudschaira vor Oleksandr Mojissejenko. Im August 2019 feierte Ganguly einen der größten Erfolge seiner Karriere, als er in Hunan das sehr stark besetzte Belt and Road-Open gewann. Ganguly errang 7 Punkte aus 9 Partien und war alleiniger Sieger vor Yu Yangyi und Bassem Amin. Ihm gelang in der 5. Runde ein vielbeachteter 16-zügiger Kurzsieg über den chinesischen Spitzenspieler Wei Yi.
Ganguly nahm dreimal am Schach-Weltpokal teil, nämlich 2005, 2007 und 2009.
Als Sekundant unterstützte er Alexei Schirow. Zuletzt sekundierte er Viswanathan Anand bei den Schachweltmeisterschaften 2008, 2010, 2012 (jeweils gemeinsam mit Rustam Kasimjanov, Peter Heine Nielsen und Radosław Wojtaszek) und 2013 (zusammen mit Péter Lékó, Chanda Sandipan, K. Sasikiran und Radosław Wojtaszek).

### Mannschaftsmeisterschaften
Er nahm für die indische Nationalmannschaft an sechs Schacholympiaden teil (2000 bis 2010) mit einem positiven Gesamtergebnis von 30,5 Punkten aus 53 Partien (+21 =19 −13). Ganguly nahm auch an den Mannschaftsweltmeisterschaften 2010 in Bursa und 2011 in Ningbo teil. 2010 erreichte die indische Mannschaft den dritten Platz, während Ganguly die Einzelwertung am dritten Brett gewann. Er nahm von 2003 bis 2009 an vier asiatischen Mannschaftsmeisterschaften teil; er gewann diese 2005 in Isfahan und 2009 in Kalkutta mit der indischen Mannschaft, außerdem erreichte er jeweils das beste Einzelergebnis am dritten Brett. Außerdem nahm Ganguly mit der indischen Mannschaft an den Schachwettbewerben der Asienspiele 2010 in Guangzhou sowie der Hallen-Asienspiele 2007 in Macau teil.
Mit dem Verein PSPB wurde er 2007 am ersten Brett indischer Mannschaftsmeister. Seit 2008 spielt er auch in der 1. spanischen Liga, und zwar unter anderem gemeinsam mit P. Harikrishna für den C.A. Solvay, mit dem er am European Club Cup 2014 teilnahm und 2015 spanischer Mannschaftsmeister wurde. In Griechenland spielt er seit 2013 für SA Chania, in der chinesischen Mannschaftsmeisterschaft trat er 2016 für Guangdong, 2018 für Chongqing und 2019 für Jiangsu an. In der deutschen Bundesliga spielt Ganguly seit 2017 für die Schachgesellschaft Solingen.

### Titel und Rating
Im November 2000 wurde ihm der Titel Internationaler Meister verliehen, seit Februar 2003 trägt er als achter Inder den Titel Schachgroßmeister. Die Normen hierfür erreichte er bei der Asiatischen Einzelmeisterschaft 2001, bei der indischen Einzelmeisterschaft 2002 in Nagpur und bei der 35. Schacholympiade 2002 in Bled. Im März 2010 lag er auf dem 55. Platz der FIDE-Weltrangliste.
| Hier fehlt eine Grafik, die leider im Moment aus technischen Gründen nicht angezeigt werden kann. Wir arbeiten daran! |

## Veröffentlichungen
- Surya Ganguly, Sagar Shah: Endgame essentials you need to know Vol.1 - Rook + Pawn vs Rook. ChessBase, 2013, Download.
- Surya Ganguly: Endgame essentials you need to know Vol.2 - Test yourself in Rook + Pawn vs. Rook Endgames. ChessBase, 2013, Download.